# グレモラータ

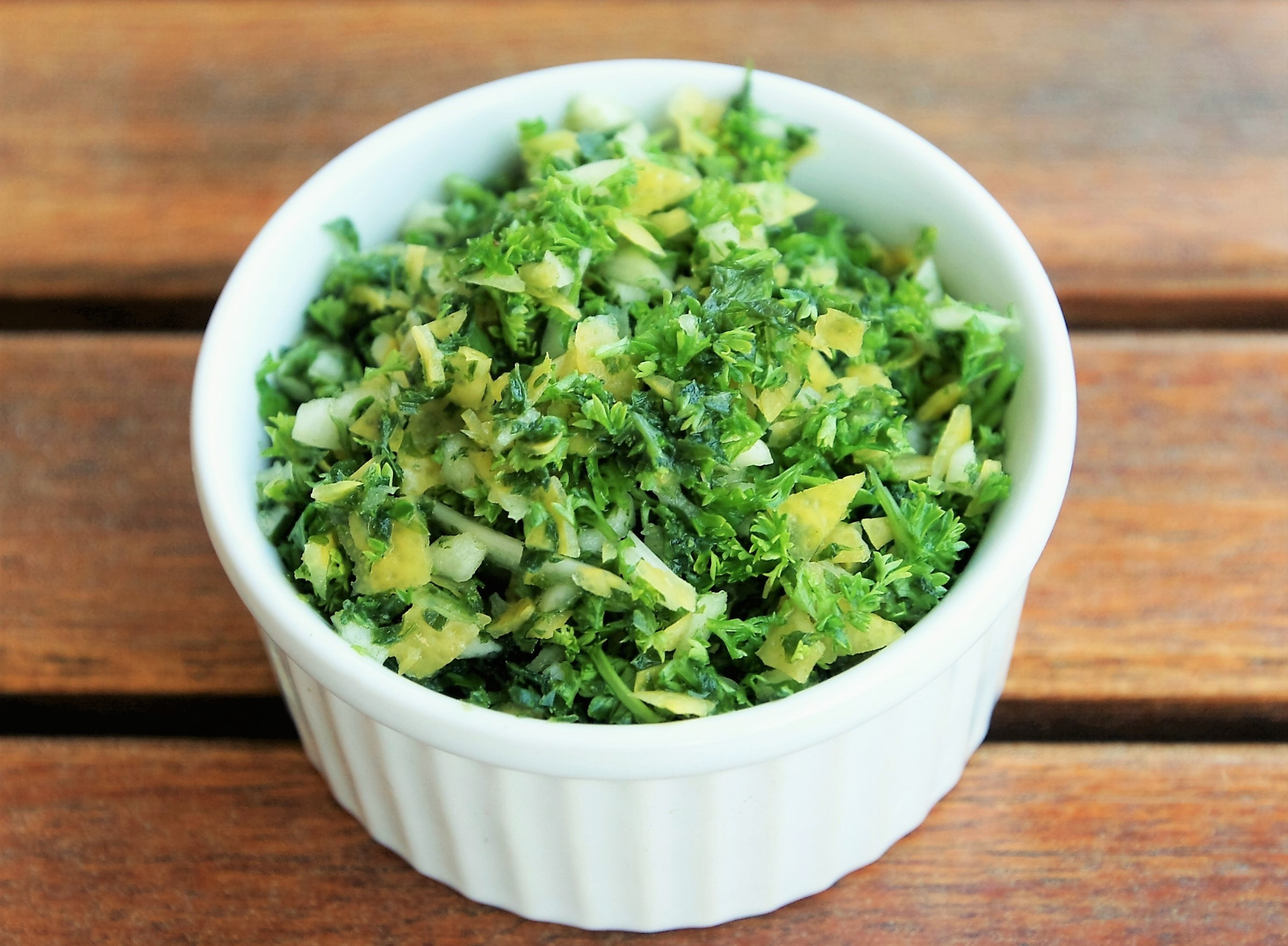
グレモラータ

グレモラータ(Gremolata)は、刻んだパセリ、レモンのゼスト、ニンニクから作るグリーンソースである。ロンバルド料理の仔牛のスネ肉の蒸し煮であるオッソ・ブーコによく添えられる。

## 材料
通常、摩り下ろしたレモンの皮を用いるが、ライム、オレンジ、グレープフルーツ等、別の柑橘類の皮を用いることもある。ハーブ（パセリ、コリアンダー、ミント、セージ）やニンニク、ホースラディッシュ、エシャロットを省いたり、ペコリーノ・ロマーノ、アンチョビ、松の実、ボッタルガ等、追加の材料を加えることもある。